# Diogo Portela
Diogo Portela (* 12. Juni 1988 in Rio de Janeiro) ist ein brasilianischer Dartspieler.

## Karriere
Über seinen Vater Mario, der in Brasilien ebenfalls ein bekannter Dartspieler war, kam Diogo Portela zu seiner Sportart und nahm 2005 am World Cup der World Darts Federation teil. Nach weiteren guten Resultaten zog Portela neun Jahre später nach England, wo er auch heute noch lebt und des Öfteren auch mit James Wade trainiert. Von 2015 bis 2017 nahm Portela an der Q-School der Professional Darts Corporation teil, schaffte es aber nicht, sich eine Tourkarte zu sichern.
Sein größter Erfolg bei der PDC gelang ihm bei der German Darts Championship 2017, wo er sich zum ersten Mal für ein Event auf der European Tour qualifizieren konnte. Zusammen mit Alexandre Sattin trat er beim World Cup of Darts 2017 für Brasilien an, wo das Duo in der ersten Runde mit einem 5:4-Sieg über die Schweiz ins Turnier startete. Gegen das deutsche Team Max Hopp und Martin Schindler schieden die beiden jedoch im Achtelfinale aus. Im gleichen Jahr schaffte Portela es über die süd- und zentralamerikanische Qualifikation, sich einen Startplatz bei der Weltmeisterschaft 2018 zu sichern. Gegen seinen Erstrundengegner Peter Wright hatten er allerdings mit 1:3 das Nachsehen.
Das Jahr 2018 begann für Portela sportlich gut, zwar konnte der Brasilianer sich erneut keine Tourkarte sichern, konnte allerdings kurz darauf sein erstes PDC-Turnier auf der Challenge Tour gewinnen. Auch beim World Cup of Darts konnte er als Vertreter Brasiliens zusammen mit Bruno Rangel das Achtelfinale erreichen. Nach erneuter erfolgreicher Qualifikation für die Weltmeisterschaft 2019 traf er dieses Mal auf den Niederländer Ron Meulenkamp, trotz 2:0-Führung in den Sätzen unterlag Portela am Ende noch. Im Oktober 2019 unterschrieb der Brasilianer einen Vertrag bei Bull's Germany, einen Monat später konnte er sich erneut als südamerikanischer Vertreter für die Weltmeisterschaft 2020 qualifizieren, unterlag jedoch in der ersten Runde gegen Josh Payne aus England.
2020 wurde er ohne Qualifikation für die PDC World Darts Championship 2021 nominiert. In seinem Erstrundenmatch gegen den Engländer Steve Beaton konnte er den ersten Sieg eines Südamerikaners bei einer PDC-WM erringen, indem er mit 3:0 in Sätzen gewann. In einem emotionalen Interview im Anschluss an das Spiel berichtete Portela von einer großen psychischen Belastung über das Jahr 2020 hinweg, die ihn beinahe dazu bewogen hätten, seine Karriere zu beenden. Sein zweites Spiel gegen Glen Durrant verlor Portela mit 0:3.
Bei der PDC Qualifying School 2021 schaffte Portela es nicht, sich für die Final Stage zu qualifizieren. Er nahm daraufhin an der Challenge Tour teil, ohne dort einen größeren Erfolg zu erlangen. Dafür startete er im November beim Irish Classic, einem Turnier der World Darts Federation, wo er bis ins Halbfinale einzog.
Über den Mittel- und Südamerikanischen Qualifier spielte sich Portela erneut zur PDC World Darts Championship 2022. Er unterlag jedoch Alan Soutar mit 2:3.
2022 nahm Portela erneut an der Q-School teil. Dabei spielte er sich über die Rangliste in die Final Stage, konnte sich jedoch auch in diesem Jahr keine Tour Card erspielen. Bei einem der Riley’s Amateur Qualifier in der City of Westminster in London qualifizierte sich Portela für die UK Open 2022. Er unterlag jedoch in Runde eins mit 3:6 dem Qualifikanten Dan Read.
Kurz darauf nahm er an den Isle of Man Open und dem Isle of Man Classic teil. Während er bei den Open nach einem Sieg ausschied, erreichte er beim Classic unter anderem nach einem Sieg über den Ex-Weltmeister Jelle Klaasen das Halbfinale, in welchem er gegen Luke Littler verlor.
Mitte Januar 2023 nahm Portela erneut an der Q-School teil. Dieses Mal startete er bei der European Q-School in Deutschland. Auch hier gelang ihm über die Rangliste die Qualifikation für die Final Stage, in der er jedoch punktlos blieb.

## Weltmeisterschaftsresultate

### PDC
- 2018: 1. Runde (1:3-Niederlage gegen  Peter Wright)
- 2019: 1. Runde (2:3-Niederlage gegen  Ron Meulenkamp)
- 2020: 1. Runde (0:3-Niederlage gegen  Josh Payne)
- 2021: 2. Runde (0:3-Niederlage gegen  Glen Durrant)
- 2022: 1. Runde (2:3-Niederlage gegen  Alan Soutar)
- 2023: 1. Runde (1:3-Niederlage gegen  Cameron Menzies)

## Titel

### PDC
- Secondary Tour Events
  - PDC Challenge Tour
    - PDC Challenge Tour 2018: 2